# 第12回選抜中等学校野球大会
第12回選抜中等学校野球大会（だいじゅうにかいせんばつちゅうとうがっこうやきゅうたいかい）は、1935年（昭和10年）3月28日から4月7日までの間、兵庫県武庫郡鳴尾村（現在の西宮市）の甲子園球場で行われた選抜中等学校野球大会である。
第10回大会より東海地方の学校の躍進が目立っていたが、今大会ではそれが著しく、ベスト8のうち4校、ベスト4のうち3校を東海勢が占めた。

## 出場校
- 浦和中（埼玉、初出場）
- 島田商（静岡、2年ぶり2回目）
- 中京商（愛知、5年連続5回目）
- 愛知商（愛知、4年ぶり5回目）
- 東邦商（愛知、2年連続2回目）
- 岐阜商（岐阜、4年連続4回目）
- 平安中（京都、2年ぶり7回目）
- 海南中（和歌山、3年連続3回目）
- 海草中（和歌山、2年ぶり5回目）
- 日新商（大阪、2年連続2回目）
- 関西学院中（兵庫、2年ぶり5回目）
- 育英商（兵庫、初出場）
- 米子中（鳥取、初出場）
- 広陵中（広島、3年ぶり7回目）
- 下関商（山口 7年ぶり2回目）
- 松山商（愛媛、2年ぶり10回目）
- 徳島商（徳島、初出場）
- 小倉工（福岡、2年連続4回目）
- 大分商（大分、3年ぶり2回目）
- 嘉義農林（台湾、初出場）

## 試合結果

### 1回戦
- 愛知商 5 - 4 関西学院中
- 下関商 2 - 0 海南中
- 東邦商 7 - 3 小倉工
- 大分商 4 - 3 海草中

### 2回戦
- 岐阜商 11 - 2 徳島商
- 島田商 5 - 2 米子中
- 愛知商 5 - 3 下関商
- 松山商 5 - 0 日新商
- 広陵中 5 - 2 平安中
- 中京商 5 - 1 育英商
- 東邦商 6 - 1 大分商
- 浦和中 12 - 7 嘉義農林

### 準々決勝
- 岐阜商 5 - 0 島田商
- 愛知商 1 - 0 松山商
- 広陵中 7 - 3 中京商
- 東邦商 7 - 4 浦和中

### 準決勝
- 岐阜商 1 - 1 愛知商（5回裏途中降雨引き分け）
- 岐阜商 3x - 2 愛知商（再試合、延長10回）
- 広陵中 5 - 1 東邦商

### 決勝
|        | 1 | 2 | 3 | 4 | 5 | 6 | 7 | 8 | 9 | R | H | E |
| ------ | - | - | - | - | - | - | - | - | - | - | - | - |
| 岐阜商 | 1 | 0 | 0 | 0 | 4 | 0 | 0 | 0 | 0 | 5 | 5 | 7 |
| 広陵中 | 0 | 0 | 2 | 2 | 0 | 0 | 0 | 0 | 0 | 4 | 5 | 2 |

1. （岐）：松井 - 加藤三
2. （広）：川口 - 門前

| 岐阜商 | 岐阜商 | 岐阜商   |
| 打順   | 守備   | 選手     |
| ------ | ------ | -------- |
| 1      | [右]   | 筧金芳   |
| 2      | [遊]   | 奥村勝一 |
| 3      | [中]   | 加藤春雄 |
| 4      | [捕]   | 加藤三郎 |
| 5      | [投]   | 松井栄造 |
| 6      | [一]   | 野村清   |
| 7      | [二]   | 長良治雄 |
| 8      | [三]   | 森由雄   |
| 9      | [左]   | 田中義晴 |

| 広陵中 | 広陵中 | 広陵中     |
| 打順   | 守備   | 選手       |
| ------ | ------ | ---------- |
| 1      | [三]   | 戒能朶一   |
| 2      | [遊]   | 岡田宗芳   |
| 3      | [捕]   | 門前眞佐人 |
| 4      | [右]   | 橋田進     |
| 5      | [一]   | 白石敏男   |
| 6      | [左]   | 山本弘行   |
| 7      | [二]   | 井上幸男   |
| 8      | [投]   | 川口一磨   |
| 9      | [中]   | 海蔵寺弘司 |

## その他の主な出場選手
- 大友一明（島田商）
- 高橋敏（島田商）
- 伊藤庄七（中京商）
- 野口二郎（中京商）
- 原田徳光（中京商）
- 村上一治（東邦商）
- 岡田福吉（東邦商）
- 安井鍵太郎（東邦商）
- 辻井弘（平安中）
- 宇野錦次（平安中）
- 富永嘉郎（平安中）
- 日高得之（平安中）
- 天川清三郎（平安中）
- 長谷川治（海南中）
- 栗生信夫（海南中）
- 安井亀和（海南中）
- 岩出清（海草中）

- 田中実（日新商）
- 本堂保次（日新商）
- 平野正太郎（日新商）
- 山口政信（日新商）
- 藤戸逸郎（日新商）
- 佐藤平七（育英商）
- 酒沢政夫（育英商）
- 松岡甲二（育英商）
- 岩崎利夫（関西学院中）
- 清水秀雄（米子中）
- 井上親一郎（米子中）
- 成田啓二（米子中）
- 木下勇（米子中）
- 藤本八龍（下関商）
- 平山菊二（下関商）
- 矢野純一（下関商）

- 菅利雄（松山商）
- 千葉茂（松山商）
- 伊賀上良平（松山商）
- 中山正嘉（松山商）
- 筒井修（松山商）
- 筒井良武（松山商）
- 高久保豊三（松山商）
- 山田潔（松山商）
- 林義一（徳島商）
- 玉井栄（小倉工）
- 児玉利一（大分商）
- 長沢正二（大分商）
- 志手清彦（大分商）
- 森国五郎（大分商）
- 呉波（嘉義農林）
- 今久留主淳（嘉義農林）
- 奥田元（嘉義農林）